# Philodendron rojasianum
Philodendron rojasianum är en kallaväxtart som beskrevs av Paul Carpenter Standley och Julian Alfred Steyermark. Philodendron rojasianum ingår i släktet Philodendron och familjen kallaväxter. Inga underarter finns listade.